# Sergi Darder
Sergi Darder Moll (ur. 22 grudnia 1993 w Arcie) – hiszpański piłkarz występujący na pozycji pomocnika w hiszpańskim klubie RCD Espanyol. Były młodzieżowy reprezentant Hiszpanii.

## Kariera
Latem 2007 roku, w wieku 13 lat, Darder trafił do szkółki młodzieżowej Espanyolu. Sezon 2011/12 był jego pierwszym w seniorskiej piłce i spędził go w występujących w czwartej lidze rezerwach.
W lipcu 2012 roku Darder podpisał kontrakt z Málagą, gdzie początkowo włączono go do składu drugiego zespołu. W trakcie kolejnego roku zaprezentował się na tyle dobrze, że ówczesny szkoleniowiec pierwszej drużyny, Bernd Schuster, powołał go na zgrupowanie przed sezonem 2013/14. 10 sierpnia 2013 roku w przegranym 2:3 towarzyskim spotkaniu z Aston Villą Darder zdobył dwie bramki a cztery dni później wraz z Fabrice’em Olingą i Samu został oficjalnie awansowany do pierwszego zespołu. 17 sierpnia zadebiutował w barwach klubu, wychodząc w podstawowym składzie na przegrany 0:1 mecz ligowy z Valencią. 3 listopada 2013 roku podpisał swój pierwszy zawodowy kontrakt, który związał go z Málagą do 2017 roku. 31 marca 2014 roku zdobył swoją pierwszą bramkę w barwach klubu w 87. minucie wygranego 2:1 ligowego spotkania z Realem Betis.
30 sierpnia 2015 roku za kwotę 12 milionów euro przeszedł do francuskiego Olympique Lyon, z którym podpisał pięcioletnią umowę.